# Burasaia
Burasaia é um género botânico pertencente à família Menispermaceae.

## Espécies
- Burasaia australis
- Burasaia congesta
- Burasaia gracilis
- Burasaia javanensis
- Burasaia madagascariensis
- Burasaia vitis